# Яремчук-Бобало Ганна Василівна
Яремчу́к-Бо́бало Га́нна Васи́лівна (нар. 15 листопада 1978) — українська акторка театру й кіно. Дружина українського режисера Олега Бобало.

## Життєпис
Народилася в селі Перевальне Сімферопольського р-на АР Крим Україна. До 17 років жила в Сімферополі.
1996—2000 — навчалася в Київському університеті театру, кіно і телебачення ім. Карпенка-Карого (курс О. Шаварського).
Член президії громадської організації «Мамай» (Мобільна Аґенція Мистецьких АкціЙ).
Підписала вимогу українських діячів культури про накладення культурних санкцій щодо РФ.

## Робота в театрі
Співпрацювала з київськими театрами «Театріон» та «Браво».
Акторка Театру Володимира Завальнюка «Перетворення». Задіяна у виставах «Король Лір», «Гамлет», «Маленький принц», «Яго», «Звабник», «Саломея», «Жанна д'Арк. Дисконт?..», «Краще б я народилася кішкою» (моновистава), «Третя молитва» (моновистава), «Леді Капулетті» (моновистава).
Вистави театру Володимира Завальнюка «Перетворення» (м. Київ) «Гамлет» і «Король Лір» були визнані одними з найкращих на Всесвітньому Шекспірівському фестивалі, що відбувся 11-18 вересня 2016 р. у Шанхаї (КНР).
Моновистава «Краще б я народилася кішкою» отримала приз від журі «За кращу виставу» на Всесвітньому театральному фестивалі Saint Muse, який проходить під егідою ЮНЕСКО в столиці Монголії Улан-Баторі.

## Кінокар'єра
- 2022 — Між світлом і тінню — епізод
- 2021 — Люся-інтерн
- 2021 — Ляльковий будинок — епізод
- 2020 — Сукня з маргариток — сусідка
- 2020 — Перші ластівки. Zалежні — Олена, мама Олексія
- 2020 — Бідна Саша — Ольга, подруга Ніни, медсестра
- 2020 — Акушерка — Світлана Оловянник
- 2019 — Фантом — епізод
- 2019 — Ти мій — Дарина, дружина Кості
- 2019 — Таємне кохання — Лариса (Мокриця)
- 2019 — Схованки — епізод
- 2018 — Чуже життя — епізод
- 2018 — Соломонове рішення — Тамара Козлова, вихователька
- 2018 — Поверни моє життя — Галя, сусідка
- 2017 — Що робить твоя дружина — Ганна Олексіївна, вчителька історії
- 2017 — Хороший хлопець — мати Ксюші
- 2017 — Лінія світла — Тоня
- 2016 — Підкидьок — Галка-продавчиня
- 2016 — Коли минуле попереду — завідувачка відділенням
- 2016 — Забудь і згадай — співробітниця пошукового бюро
- 2015-2016 — Володимирська, 15 — Аліна Сараєва
- 2015 — Остання електричка — Маруся, злодюжка
- 2015 — За законами воєнного часу — Жанна, дружина Колобова
- 2015 — Погана сусідка — медсестра
- 2015 — Відділ 44 — Ольга Крамова, вдова письменника
- 2015 — Ніконов і Ко — Альона Колодій
- 2014 — Грекиня — Марта
- 2014 — Легковажна жінка — Неля Михайлівна, медсестра
- 2014 — Брат за брата-3 — Соня
- 2013 — Структура кави, або Абзац — головна роль
- 2013 — Нюхач — Батіщева, медсестра
- 2013 — Криве дзеркало душі — Пашкова, медсестра
- 2013 — Жіночий лікар-2 — Тетяна, медсестра
- 2013 — Агент — медсестра на фабриці
- 2012 — СБУ. Спецоперація — Валентина Борисюк
- 2012 — Порох і дріб — Кіра, жертва пограбування
- 2012 — Захисниця — дружина Опудальника
- 2012 — Дорога в порожнечу — Рита, офіціантка
- 2011 — Я тебе ніколи не забуду — епізод
- 2011 — Ялта-45 — Клава-конвоїрка
- 2011 — Свати-5 — співробітниця ДМС
- 2010 — Кохання під прикриттям — епізод
- 2009 — Дошка — Людмила
- 2008 — Повернення Мухтара-4 — Марія
- 2007 — Чужі таємниці — епізод
- 2006 — Утьосов. Пісня завдовжки в життя — Катя
- 2006 — Золоті парубки-2 — Ольга
- 2006 — Повернення Мухтара-3 — Марія

## Родина
Була одружена з режисером Олегом Бобало, який загинув під Бахмутом 20 грудня 2022 року.